# Software-Interrupt
Ein Software-Interrupt ist ein expliziter Aufruf einer Unterfunktion (meist einer Betriebssystem-Funktion). Er hat nichts mit einem Interrupt (asynchrone Unterbrechung) zu tun, obwohl häufig der gleiche Sprungverteiler (Interrupt-Tabelle) benutzt wird.
Solche Funktionsaufrufe werden von Programmen mit Hilfe von speziellen architekturabhängigen Befehlen aufgerufen. Dazu muss die Nummer für die benötigte Unterfunktion bekannt sein. Diese Nummer wird als Index in einer Sprungtabelle (meist Interrupt-Vektor-Tabelle) verwendet, die die Startadresse des Unterprogrammes enthält.

## Mnemonics
Übliche Mnemonics sind:
- BKPT (Breakpoint bei Motorola 68000)[2]
- INT xxh (Interrupt bei Intel 8086)
- RST p (Restart at p bei Zilog Z80)[3]
- SC xxh  (System Call bei Zilog Z8000)
- TRAP xh (Trap bei Motorola 68000)[4]
- CALL 0005h (CP/M-80, der Intel 8080 hatte keinen speziellen Befehl dafür)
- ecall (Environment Call bei RISC-V)[5]
- svc (Supervisor Call bei ARM)[6]

## Hintergründe
Ursprünglich nur als bequemer und portabler Sprungverteiler (MS-DOS) verwendet – man vermied damit versionsabhängige Einsprünge direkt in den Betriebssystem-Code (z. B. JSR $EDB9) – haben diese Funktionsaufrufe bei modernen Betriebssystemen weitere Funktionen bekommen. Mit diesen Befehlen sind Context- und Task-Wechsel möglich, die sich mit klassischen Befehlen (absichtlich) nicht realisieren lassen. So lässt sich der INT 21h unter MS-DOS auch durch klassische Befehle (ca. 20 Stück) nachbilden, allerdings nicht mehr der INT 80h, der zum Aufruf von Betriebssystemfunktionen in Unix-Binaries verwendet wird.
Diese Technik ermöglicht erst geschützte Betriebssysteme, da der Wechsel in den Kontext des Betriebssystems nur an genau definierten Stellen erfolgen kann.

## Beispiel für Aufruf (Unix, Intel i386)
Es soll die POSIX-Funktion read (Lesen von Daten von einem Filehandle in den Speicher) implementiert werden:
```
    
read
 
(
 
int
 
FileHandle
,
 
void
*
 
Buffer
,
 
unsigned
 
int
 
BufferLength
 
)
 
;

```

Die (Minimal-)Implementierung (in der libc) sieht dann so aus:
```
; Intel-Syntax: Instruktion Ziel Quelle

    
read
  
proc

          
push
 
ebx
              
; Sichern des Inhalts des Registers ebx auf den Stack

          
push
 
ecx
              
; Sichern des Inhalts des Registers ecx auf den Stack

          
push
 
edx
              
; Sichern des Inhalts des Registers edx auf den Stack

          
mov
  
ebx
,
 
[
esp
+
16
]
    
; FileHandle

          
mov
  
ecx
,
 
[
esp
+
20
]
    
; Buffer

          
mov
  
edx
,
 
[
esp
+
24
]
    
; BufferLength

          
mov
  
eax
,
 
0003
h
       
; Funktionnummer für read

          
int
  
80
h
              
; Interruptaufruf

          
pop
  
edx
              
; Zuvor gesicherte Inhalte werden in umgekehrter Reihenfolge vom Stack

                                
; zurück in die entsprechenden Register kopiert

          
pop
  
ecx

          
pop
  
ebx

          
cmp
  
eax
,
 
-124
        
; Werte von 0...0FFFFFF84h sind Rückgabewerte, -123...-1 sind (negierte) Fehlernummern

          
jbe
  
.noError

          
neg
  
eax
              
; Aus Rückgabewerten -1...-123 werden die Fehlernummern 1...123

          
mov
  
__errno
,
 
eax
     
; Fehler in errno abspeichern

          
mov
  
eax
,
 
-1

    
.noError:

          
ret

          
end
  
proc

```

## Behandlung vom Prozessor und Betriebssystem
Der Befehl INT 80h bewirkt folgendes:
- Da der Sprung über ein Call Gate geht, findet ein Wechsel des Prioritätslevel von 3 (User) auf 0 (Kernel) statt,
- dann wird durch den Prozessor vom Userspace-Stack auf den Kernelspace-Stack umgeschaltet,
- dann das Flagregister gerettet und
- schließlich erfolgt ein Sprung zu einer vom Betriebssystem hinterlegten Adresse.

Die erste Aktion im Kernel ist das Abspeichern und Testen der Argumente:
- Darf der Prozess den Speicherbereich zwischen Buffer und Buffer+BufferLength-1 beschreiben?
  - wenn nein ⇒ EFAULT
- Ist der FileHandle für diesen Prozess gültig?
  - wenn nein ⇒ EBADF
- Ist der Speicherbereich zwischen Buffer und Buffer+BufferLength-1 im Hauptspeicher?

Ein ungenügender Test der Argumente war Anfang bis Mitte der 1990er Jahre noch üblich. Das Aufrufen von Systemfunktionen mit rein zufälligen Werten reichte aus, um Betriebssysteme zu „crashen“, das Testprogramm crashme konnte das eindrucksvoll zeigen. Heutzutage ist jedes Betriebssystem um Größenordnungen resistenter gegen solche Angriffe. Mit zufälligen Werten sind keine Angriffe mehr möglich, dafür sind ausgefeilte Szenarien notwendig.
Am Ende hat der Kernel den Funktionsaufruf abgearbeitet und gibt mittels IRET die Kontrolle wieder an das Programm zurück. Der Rücksprung erfolgt wieder über ein Call Gate.
- Rücksprungadresse vom Stack holen
- Flagregister rekonstruieren
- Auf Userspace-Stack zurückschalten
- Prioritätslevel wieder auf 3 setzen

## Einzelbelege
1. ↑  Jörg Wiegelmann: Softwareentwicklung in C für Mikroprozessoren und Mikrocontroller: C-Programmierung für Embedded-Systeme. 7. Auflage. VDE Verlag GmbH, Berlin/Offenbach 2017, ISBN 978-3-8007-4328-5, S. 82–83.
2. ↑  MOTOROLA M68000 FAMILY PROGRAMMER’S REFERENCE MANUAL. Motorola Inc. 1992, Seite 4-53, Archivierte Kopie (Memento vom 27. März 2023 im Internet Archive)
3. ↑  Rodnay Zaks: PROGRAMMING THE Z80. Sybex Inc. 1979, 1981, ISBN 0-89588-094-6, Seiten 182 und 417. http://www.z80.info/zip/programming_the_z80_3rd_edition.pdf
4. ↑  MOTOROLA M68000 FAMILY PROGRAMMER’S REFERENCE MANUAL. Motorola Inc. 1992, Seite 4-188, Archivierte Kopie (Memento vom 27. März 2023 im Internet Archive)
5. ↑  Andrew Waterman, Krste Asanović, RISC-V Foundation: The RISC-V Instruction Set Manual, Volume I: User-Level ISA, Document Version 20191213. (pdf) 13. Dezember 2019, S. 27, abgerufen am 18. Juli 2023 (englisch).
6. ↑  ARM Architecture Reference Manual ARMv7-A and ARMv7-R edition: SVC (previously SWI). In: Documentation – Arm Developer. Arm Limited, 2022, abgerufen am 15. Dezember 2023 (englisch).